# いしやのトマト組合
いしやのトマト組合（いしやのトマトくみあい）は茨城県の桜川市、笠間市の石材加工業者が作ったトマトを栽培・出荷する団体である。
特筆すべきは、本業の石材加工の段階で発生する不要物を再資源化して作った培土を栽培に活用している事である。2004年4月に出荷を開始し、異業種への参入でありながら、高糖度のトマトを出荷することで注目された。
しかしながら、2011年の東日本大震災で栽培施設が被災し、その年の出荷が見送られた以降、再出荷開始の報告がされていない。

## 概要
笠間市の稲田地区、桜川市の旧岩瀬町羽黒地区、旧真壁町地区は「稲田石」、「羽黒石」、「真壁石」と呼ばれる良質の花崗岩が採掘されてきた経緯から、今も石材加工業が発展している地域である。
石材加工業者が石材を切断、研磨加工する段階で石材研磨粉(以下、「石材スラッジ」と呼ぶ)という石の粉末が発生し、その量は稲田地区、羽黒地区で月量200トンにもなる。これを廃棄する場合は産業廃棄物として処分場に廃棄しなければならず、この処分場の確保、廃棄費用負担等が石材業では課題の一つである。その為、石材スラッジを廃棄せず再資源化する研究が各所でされており、舗道用レンガや、水田への珪素供給の資材としての活用が等が報告されている。
笠間市、桜川市の業者も茨城県工業技術センターとの共同研究で石材スラッジの再資源化に取り組んでおり、その中で、石材スラッジから作った粒状培土が開発された。ここから、この粒状培土を用いての茨城県農業総合センター園芸研究所が開発した底面給液式高糖度トマト栽培方法でのトマト栽培に展望が開けた。そこで笠間市、桜川市の複数の石材加工業者はトマトの水耕栽培を行う為の「いしやのトマト組合」を2003年4月に設立し、温室を桜川市猿田(旧岩瀬町内)に置き、栽培に取り組み2004年4月に初出荷した。
通常の高糖度とされるトマトの糖度が9程度であるところ、いしやのトマト組合は糖度11程度のトマトを「いしやのトマト」と「スーパートマト」のふたつのブランドで出荷した。
このトマトは県内のレストランや洋菓子店から食材に使用したいとの声が届く他、三越日本橋本店で販売したところ、1個300円から500円と高価でありながら、完売するなどの成果をあげた。
それでもトマトは人件費を含めれば1個1500円の計算にもなり、利益が出るという状況では無かったが、地域や石材業へのイメージアップになるのでは、との思いで組合員は栽培に取り組んでいた。
彼らの取り組みは、農業という畑違いの世界へのチャレンジ、官民共同での技術開発、地域のイメージアップに繋がる可能性等が評価され、2006年いばらきイメージアップ大賞奨励賞を受賞している。
2010年には茨城県工業技術センターの協力を得て、自分たちが開発した簡易化した自動栽培システムの販売にも乗りだし、更なる意欲的な活動を見せていた。
しかしながら2011年の東日本大震災が状況を一変させた。彼らのホームページでは3月11日の地震による電源喪失により栽培中のトマトが駄目になり、この年の販売が出来なくなったこと、来年の見通しも立たなくなった、との報告がされている。
2017年5月現在、出荷再開の報告は、未だされていない。

## 栽培技術
石材スラッジを利用した粒状培土は、乾燥粉砕した石材スラッジにベントナイトを混ぜ、焼成することで製造する。石材スラッジにベントナイト5%を混ぜ、ロータリーキルンにより950度で焼成した試作段階の粒状培土では、吸水率約30%、表乾比重約2前後の成績をあげた。
実際の栽培ではベントナイト混入は10%にして、長さ5ミリ程度にして製造した粒状培土を、防根シートに包み培土とした。
栽培方法の底面給液式高糖度トマト栽培方法とは、養液栽培の一種である。液肥槽の上に栽培用ポッドを置き水の毛細血管現象を利用しポッド内へ液肥を供給するシステムで、シクラメン等の鉢花栽培での底面給液技術をベースに開発された。一般にトマトは栽培時に水分供給を制限することで糖度が増すが、土耕栽培では給水量の管理は非常に難しい。茨城県農業総合センター園芸研究所が開発した底面給液式高糖度トマト栽培方法は、トマトを渇水状態に置きながら、ポッド内を高水分状態に保つことができる。その為、給水管理が容易で、いしやのトマト組合のような農業への新規参入者でも高糖度トマト生産に挑戦することが可能な栽培方法であった。
石材スラッジから製造した粒状培土は、ポッド内に入れる培土として用いられた。この粒状培土は吸水率と保水性の高さから底面給液式栽培に適しており、又、栽培終了後も洗浄、消毒することで次の栽培に使用することが可能なものである。

## 文献
- 小島均 (1998-9). “石材研磨スラッジを利用した粒状培土の開発(第1報)”. 茨城県工業技術センター研究報告 (26):  48-49.
- “石材研磨粉を活用した高糖度トマト栽培始まる” (pdf). Try 茨城県工業技術情報誌 窯業編 (20):  4. (2004-1).